# Île des Impressionnistes
L'île des Impressionnistes, ou île de Chatou, est une île de la Seine située dans l'ouest francilien, entre les communes de Chatou, dans les Yvelines, sur la rive droite (auxquelles elle est rattachée administrativement), et Rueil-Malmaison dans les Hauts-de-Seine, sur la rive gauche.
Elle est à l’origine constituée de deux îles reliées par une digue :
- une petite île, ou île du Chiard, longue de 900 mètres environ (emplacement du mail et du parc des Impressionnistes),
- une grande île (partie où se situe actuellement le hameau Fournaise, et le site EDF).

Cette grande île devient dans sa partie amont l'île Fleurie, l'ensemble ayant une longueur de 4,5 km environ.
L'île des Impressionnistes est également reliée en aval par une digue à l'île de la Grenouillère.
L'île est occupée par un centre de recherche et développement d'EDF, par le hameau Fournaise, par le Cneai et par le parc des Impressionnistes de Chatou.

## Toponymie
Cette île tire son nom du fait qu'elle fut très fréquentée par les peintres impressionnistes dans la seconde moitié du XIXe siècle.

## Historique
C'est vers la fin du XVIIIe siècle que la grande et la petite île de Chatou sont reliées entre elles par une digue, afin de renforcer le courant et ainsi améliorer l’efficacité de la machine de Marly. La petite île est également jointe à l’île de Croissy par une longue digue. Le bras gauche de la Seine est appelé bras de Marly et le bras de droite, creusé et élargi au XIXe siècle, est appelé Rivière neuve ou Bras vif.
La seconde moitié du XIXe et le début du XXe siècle constituent une période de fort développement des activités sur l'île. Dans les années 1860, la maison Fournaise y prospère. La mode du canotage attire de nombreux Parisiens, notamment des artistes comme Guy de Maupassant ou Gustave Caillebotte. Les peintres représentent souvent ces paysages des bords de Seine. Auguste Renoir, habitué de la Maison Fournaise, y réalisera notamment Les Canotiers à Chatou, ou Le Déjeuner des Rameurs.
Après la fermeture définitive de la maison Fournaise, l’île ne cesse pas de vivre pour autant. Un barrage est construit en 1927 et mis en service en 1932. Dans les années 1930, un laboratoire d’essai hydraulique s’y implante. Après la guerre, de nombreuses installations sont réalisées par EDF sur ce site qui devient le Centre de recherches et d’essais de Chatou. En décembre 2021, un lieu d'exposition collectif d'artistes contemporains des boucles de la Seine s'ouvre à deux pas de l'île, place Sainte-Marie, sur la rive côté Chatou, dont le nom, Berthe et Edgar, est un hommage à leurs prédécesseurs impressionnistes.
Située dans le prolongement de l'axe historique parisien, l'île pourrait servir de prolongation à ce dernier, à moins que, comme le montre une étude, sa partie nord ne demeure longtemps qu'à l'état de friche[pas clair].

## Transports
Elle est traversée :
- au nord de la petite île par le pont de Chatou (RN 186) qui la relie aux communes riveraines,
- au centre de la petite île par la ligne ferroviaire reliant Paris à Saint-Germain-en-Laye (actuelle ligne A du RER).

## Évènements
- Elle est le siège deux fois par an, en mars et en octobre, de la foire nationale à la brocante et aux jambons de Chatou[6],[7].
- L'île accueille en septembre depuis les années 2010, le festival de musiques électroniques Inox Park. Depuis 2017 Elektric Park Festival[8]
- L'île accueille Le 7 septembre 2018 : 3ème édition du festival Disko Park[9] à Chatou / Le meilleur des années 80 pour un concert de 3 heures en plein air sur l'Île des Impressionnistes.
- L'île accueille plusieurs fois par an les cirques des environs, tels le Cirque Joseph Bouglione ou le Cirque Arlette Gruss.
- L'île accueille plusieurs fois par an le Festival Island organisé par le Cneai[2].

## Galerie

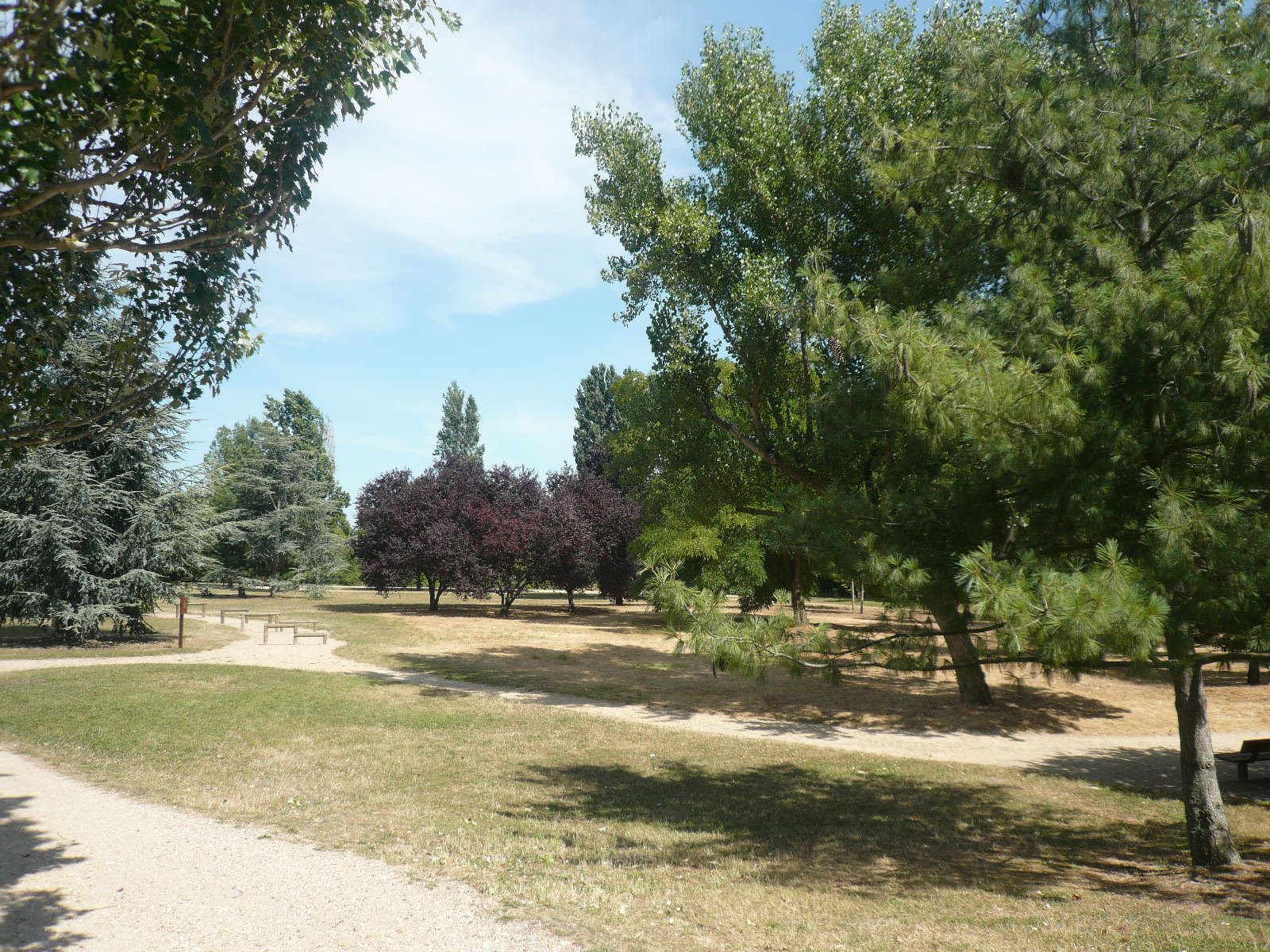
Parc des Impressionnistes.
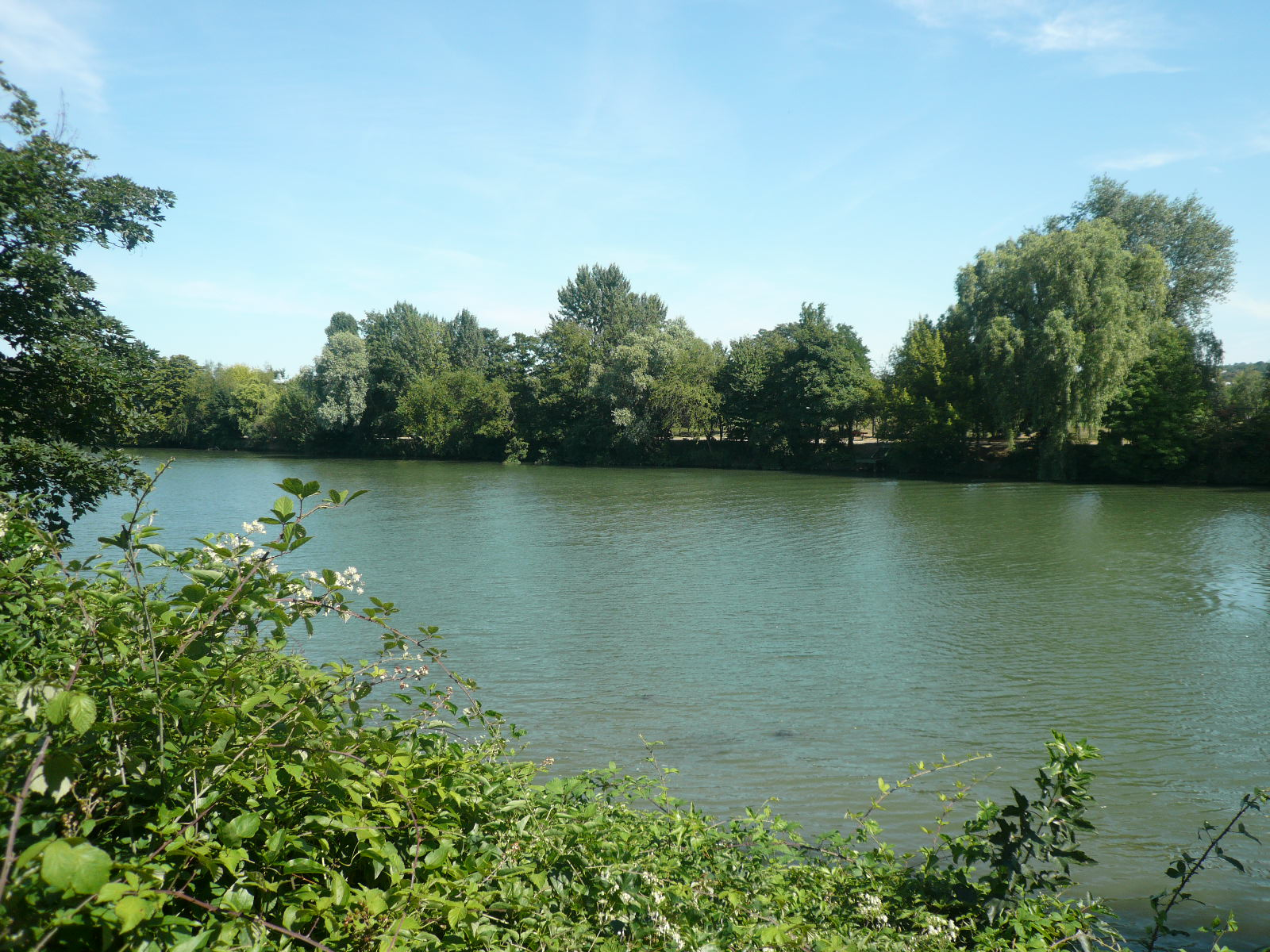
Vue de la Seine depuis le parc des Impressionnistes.